# Madrid Toros
Toros Madrid American Football Team es un club deportivo de fútbol americano de Madrid (España).

## Historia
Madrid Toros nació en 1989, siendo su fundador Enrique González Castellano. Está considerado como uno de los equipos históricos de España, ya que su andadura en la competición comenzó en 1989 disputando la II Liga Catalana de Fútbol Americano junto a los equipos madrileños Osos y Panteras, y la II Supercopa (1990). Durante ese periodo su nombre era Toros Parque Urbanos, por motivo de patrocinio.  En 1990, con la separación de la Liga Catalana, se crea la primera liga nacional, la Spain Football League, donde Toros competirá al máximo nivel, demostrando ser uno de los equipos más competitivos por su carácter en el juego. En 1993 conseguirá su mejor clasificación hasta el momento, al llegar a los cuartos de final. En 1994 la Liga recibe un nuevo nombre, la American Football League, realizando Toros un buen papel en la competición demostrando nuevamente su carácter competitivo.
En 1995 será uno de los equipos fundadores de la Liga Nacional de Fútbol Americano, que por motivos de patrocinio fue conocida como I Liga Beefeater de Football Americano. Tras esta temporada, el equipo dejó de competir. 
En 2013 se reorganizó la estructura de gestión deportiva y deportiva, pudiendo el equipo participar durante la temporada 2013/14 en la Liga Madrileña de Football Americano, quedando campeón de la misma. En su segunda temporada el club participó en la llamada Conferencia Central dentro de la denominada serie C de la Liga Nacional de Football Americano, quedando nuevamente campeón de la misma, consiguiendo el derecho a participar en los playoffs, donde lamentablemente fue derrotado.